# Primera República Austríaca
La Primera República Austríaca és un període de la història d'Àustria que comprèn des de la caiguda de l'Imperi Austrohongarès fins a l'annexió de la República per part de l'Alemanya Nazi. Aquest període va estar marcat per la inestabilitat política i pels violents enfrontaments entre l'esquerra i la dreta, com va vore a la Revolta de juliol de 1927. La Constitució d'Àustria, va ser promulgada el 1920 i modificada el 1929. La Primera República acaba amb l'Anschluss o annexió per part de l'Alemanya nazi el 1938, o, segons alguns historiadors, amb l'ascens de l'Austrofeixisme que van portar a la Guerra Civil Austríaca i a la dictadura de 1933-34. (La nova constitució considerava Àustria com a Bundesstaat, o Estat federal.Per aquesta raó alguns historiadors asseguren que, en realitat, la I República va deixar d'existir el 1934).

## Fundació
El 1919, l'estat de l'Àustria germànica va ser dissolt pel Tractat de Saint Germain, que va cedir les regions poblades per alemanys dels Sudeten a Txecoslovàquia, el Tirol alemany a Itàlia i una porció de terra al sud a l'Estat dels Eslovens, Croats i Serbis o Regne de Iugoslàvia. El tractat va enutjar la població alemanya a Àustria, que va al·legar que aquestes cessions violaven els Catorze Punts establerts pel President dels Estats Units Woodrow Wilson durant les converses de pau, específicament el dret a la "lliure determinació" de totes les nacions.
El nou estat, tanmateix, va impedir que es feren efectives dues de les reivindicacions territorials preses pels seus veïns. La primera era la part sud-est de Caríntia, que estava habitada principalment per eslovens. Se li va impedir ser adoptades pel nou estat Iugoslau a través d'un plebiscit el 20 d'octubre de 1920, en què la població va optar per romandre a Àustria. La segona reivindicació territorial era la de Burgenland per part d'Hongria, que, sota el nom d'"Hongria Occidental", va formar part del regne hongarès des de 1647. Va estar habitat principalment per una població de parla alemanya, però també hi havia croates i minories de parla hongaresa. Mitjançant el Tractat de St Germain va esdevenir part de la República d'Àustria el 1921. Després d'un plebiscit que va ser demanat per Àustria, la ciutat de Sopron (en alemany Ödenburg), reclamada per Àustria, es va mantenir a Hongria.
Després de la guerra mundial, Àustria va ser governada per una coalició d'esquerra i partits de dreta que havien establert una política progressiva en la legislació laboral i socioeconòmica. El 1920, el govern de coalició va establir la Constitució d'Àustria. Tanmateix, prompte es van veure les dificultats que hi hauria per governar el nou estat, ja que gran part de les regions més avançades econòmicament de l'imperi havien format nous estats nació. L'assumpte es complica encara més pel fet que alguns d'aquests nous Estats-nació segueixen sent dependents dels bancs de Viena.